# Oberalppass
Oberalppass (rätoromanska: Cuolm d'Ursera) är ett bergspass i Schweiz. Det ligger i kommunen Tujetsch i kantonen Graubünden, i den centrala delen av landet. Oberalppass ligger 2 044 meter över havet. Det ligger vid sjön Oberalpsee.
Terrängen runt Oberalppass är huvudsakligen bergig. Den högsta punkten i närheten är Pazolastock, 2 739 meter över havet, 1,6 km sydväst om Oberalppass. 
Trakten runt Oberalppass består i huvudsak av gräsmarker. Vägen över passet lutar maximal 10 %. Den är stängd mellan 15 november och 15 maj.